# Jewgeni Wladimirowitsch Charitonow

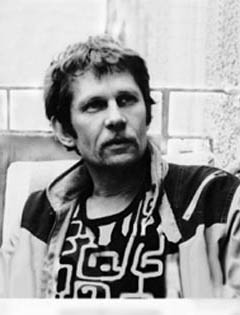
Jewgeni Wladimirowitsch Charitonow

Jewgeni Wladimirowitsch Charitonow (russisch Евгений Владимирович Харитонов; * 11. Juni 1946 in Nowosibirsk; † 20. Juni 1981 in Moskau) war russischer Schriftsteller, Theaterregisseur und Schauspieler.

## Leben
Charitonow wurde in Nowosibirsk geboren. Seine Mutter, Xenja Iwanonowa, war eine renommierte Medizinerin.
Im Jahr 1958 kam er nach Moskau und begann an der Filmhochschule (WGIK) ein Schauspielstudium (Meisterklasse von Michail Romm). Nach seinem Examensabschluss unterrichtete Charitonow ab 1964 an der Filmhochschule „Schauspielkunst und Pantomime“ und trat in kleineren Rollen im Film auf.
Charitonow wurde 1971 über die Pantomime in der Ausbildung des Kinoschauspielers promoviert, danach musste er seine Lehrtätigkeit an der Hochschule aufgeben. Seinen Lebensunterhalt verdiente er mit großem Erfolg als Therapeut für Stotternde. Im Kulturhaus Moskworetschije bot er Pantomime-Übungen an, wurde künstlerischer Leiter einer Theaterformation, führte eine Kurz-Oper auf, las eigene Texte und kam so nach einer Denunziation in Konflikt mit dem KGB und musste die Arbeit im Kulturhaus aufgeben.

## Rezeption, Unterdrückung und Verfolgung in der Sowjetunion
„Zu seinen Lebzeiten konnten seine Texte nur vereinzelt in Samisdat-Ausgaben erscheinen, die oft als getippte Kohlepapierdurchschläge zirkulierten. Erst nach seinem Tod wurde 1988 die Publikation eines Theaterstücks in einer sowjetischen Zeitschrift möglich.“ Erst im Zuge der Perestroika konnten 1993 Texte von ihm posthum in einer zweibändigen Ausgabe in Russland erscheinen, zuvor waren homosexuelle Bekenntnisse verpönt und homosexuelle Handlungen im Einverständnis zwischen erwachsenen Männern wurden bis zu fünf Jahre Lager unter Strafe gestellt.
1980 beteiligte sich Charitonow an einem Projekt zusammen mit sechs weiteren Schriftstellern, um ihre Werke in bescheidener Auflage zu veröffentlichen. Die Gruppe wandte sich an den Moskauer Stadtrat und das ZK: drei der Autoren wurden noch am selben Tag verhaftet, es gab bei allen Hausdurchsuchungen und Verhöre, bei denen Charitonow zuvor schon mehrmals ohnmächtig geworden war. Seinen Tod durch einen Herzinfarkt auf der Straße brachten Freunde mit den erneuten Schikanen des KGB in Zusammenhang.
Charitonow war ohne Zweifel eine der zentralen Figuren der künstlerischen und literarischen Subkultur im Moskau der 1970er Jahre. Bis heute wird er in Russland verehrt.

## TextsammlungUnter Hausarrest
Die tabulose Sprachkunst in seinem nachgelassenen Werk Unter Hausarrest „ist durchdrungen von gesteigerten Empfindungen: der Liebe und der Sehnsucht, der Wut und der Verzweiflung, der Angst und der Beklemmung auch, die manchmal umschlägt in den kältesten Sarkasmus...“ Noch nie wurde in der russisch-sowjetischen Literatur homosexuelle Liebe auf ähnliche Weise so zum Gegenstand gemacht. Diese Textsammlung aus Prosa und Lyrik hat Charitonow selbst zusammengestellt und ließ sie vor seinem Tod in den Westen schmuggeln. Ulrich M. Schmidt sieht die Sammlung „von eminenter psychologischer Brisanz und höchster schriftstellerischer Qualität“. Auf Deutsch erschien das Werk 1996 in der Übersetzung von Gabriele Leupold.

## Werke (Auswahl)
- Unter Hausarrest. Ein Kopfkissenbuch. Aus dem Russischen und mit einem Nachwort von Gabriele Leupold. Rowohlt Berlin Verlag, Berlin 1996, ISBN 3-87134-099-5.
- Drehbuch zum Film „Unabsichtliche Freuden“; 1972–1974
- Jewgenij Charitonow, Pantomime-Stück Verzauberte Insel, 1972[5]
- Methodische Prinzipien der Kunsttherapie im System der sozialen Readaption stotternder Erwachsener, Moskau o. J.